# Gabriel Cotto
 (septembre 2021).
Si vous disposez d'ouvrages ou d'articles de référence ou si vous connaissez des sites web de qualité traitant du thème abordé ici, merci de compléter l'article en donnant les références utiles à sa vérifiabilité et en les liant à la section « Notes et références ».
Gabriel Cotto est un réalisateur de télévision et producteur français.
Il réalisa de nombreux documentaires pour la télévision et le cinéma (Moi Je, Mi fugue mi raison, Fenêtre sur, Le nouveau cartoon à Hollywood, Les enfants du rock…). Il commence ensuite une carrière TV avec H.I.P. H.O.P., crée de nombreux programmes dont il est le producteur (Télé Caroline, 40° à l'ombre…) et réalise par la suite de nombreuses émissions parmi lesquelles :

## Producteur et réalisateur
- L'Or à l'appel - TF1 -1996-1997
- 40° à l'ombre - France 3 de 1987 à 1996
- Télé Caroline, autour de Caroline Tresca - France 3 1987- 1988- 1989
- Zapper n'est pas jouer - France 3 - de 1989 à 1992
- La Fièvre de l'après-midi - France 3  - de 1993 à 1995
- Le grand ring dingue - TF1 -1983

## Réalisateur
- Les Enfants du rock - France 2
- Pinkie Pou - TF1
- H.I.P. H.O.P. - TF1 - 1984-1985-
- Co-Co Boy - TF1
- Vitamine - TF1
- Permission de Minuit - TF1
- Le Cercle de minuit - France 2
- Festival de Cannes - France TV
- Pyramide - France 2 - 1995
- Drôle de jeu - TF1 - 1997-1999
- Mokshû Patamû - TF1 - 1997
- Le Bigdil - TF1 - 1998-2004
- Le Kouij - France 3 - 1998-1999
- Attention à la marche ! - TF1
- La soirée sauvage - TF1
- Y'a que la vérité qui compte - TF1
- Zone rouge - TF1
- La Méthode Cauet - TF1
- A bout de forces - M6
- Veux tu m'épouser ? - TF1
- Crésus - TF1 - 2005-2006
- Une famille en or - TF1
- Drôle de couple - France 3
- Qui est le bluffeur ? - France 2
- La roue de la fortune - TF1 - à partir de 2006
- En quête de vérité - TF1
- 1 contre 100 - TF1
- Chacun sa place - RTL9
- Êtes-vous plus fort qu'un élève de 10 ans ? - M6 - 2007
- La Cible  - France 2
- Le Juste Prix - TF1 - 2009-2015
- Pouch' le bouton - TF1